# Датский струнный квартет
Датский струнный квартет (дат. Den Danske Strygekvartet), первоначально Молодой Датский струнный квартет — струнный квартет, основанный в 2001 году четырьмя студентами Копенгагенской консерватории, учениками скрипача Тима Фредериксена, первой скрипки выступавшего в 1986—1996 гг. Датского квартета.
В 2002 г. молодой ансамбль (старшему из музыкантов было 19 лет) дебютировал на Копенгагенском летнем музыкальном фестивале, в 2004—2005 гг. завоевал ряд первых премий на конкурсах ансамблистов в Дании, Нидерландах и Норвегии, а в 2009 г. был удостоен первой премии на одном из наиболее престижных музыкальных состязаний этого рода — Лондонском конкурсе струнных квартетов, получив дополнительно премии за лучшее исполнение квартета Бетховена и за лучшее исполнение музыки современного композитора (в конкурсной программе датчане играли сочинение Томаса Адеса).
В 2004 и 2006 гг. Датский струнный квартет гастролировал в Нью-Йорке, заслужив одобрительный отзыв критика «Нью-Йорк Таймс», отмечавшего, что ещё при первом появлении в игре датских музыкантов чувствовался особый дух товарищества, а элемент неожиданности в выборе программы идёт на пользу становлению репутации молодого коллектива.
Первыми записями музыкантов стали два квартета Карла Нильсена.

## Состав
Первая скрипка:
- Руне Сёренсен

Вторая скрипка:
- Фредерик Эланд

Альт:
- Асбьёрн Нёргор

Виолончель:
- Карл Оскар Эстерлинд (2001—2008)
- Фредрик Шёлин (с 2008 г.)